# Georges Grellet
François Georges Grellet (1869-1959) est un artiste peintre, graveur et illustrateur français.

## Biographie
Né le 9 octobre 1869 à Tours, Georges Grellet est issu d'une famille originaire de Saumur.
Élève aux Beaux-arts de Paris à partir de 1890, il commence à produire des dessins pour la presse, des titres comme Paris-Joyeux (1894), Le Journal pour tous, La Caricature (1895-1902), Gil Blas illustré, Fin de siècle, Le Rire, La Vie pour rire (1900), L'Album comique de la famille (1903), L'Indiscret, Le Sourire (1917-1921), Ridendo (1934-1940), Scaramouche (1936)... Il signa certaines de ses compositions « Géogrell » et fut sociétaire des Humoristes.
Il épouse à Boulogne (Hauts-de-Seine) en 1905 une jeune artiste, Hortense Vuischard, cousine du peintre Jules-Charles Aviat à qui Georges était lié.
Durant la Première Guerre mondiale, il exécute de nombreux dessins du front. Concernant la mosaïque située dans l'abside de la basilique Notre-Dame de Brebières, celle-ci a été conçue à partir des dessins d'un homonyme, Alexandre Grellet. Cette mosaïque fut détruite durant le conflit, puis restaurée.
Grellet produit des affiches publicitaires lithographiées comme À la Place Clichy et Au Bon Marché (1900). Il conçoit le personnage du « Docteur Valda » pour les pastilles du même nom.
Dans les années 1920, il collabore aux albums de la société de « L'Estampe moderne » dirigée par Octave Bernard, soit de nombreuses eaux-fortes originales en couleurs et des enluminures au pochoir, qui mettent en scène des jeunes femmes élégantes dans un style « boudoir ».
Grellet fut également illustrateur pour des ouvrages littéraires tels La Cousine Bette de Balzac, ou La Route solitaire de Claude Du Val (1937).
Il meurt le 30 mars 1959 dans le 18e arrondissement de Paris.

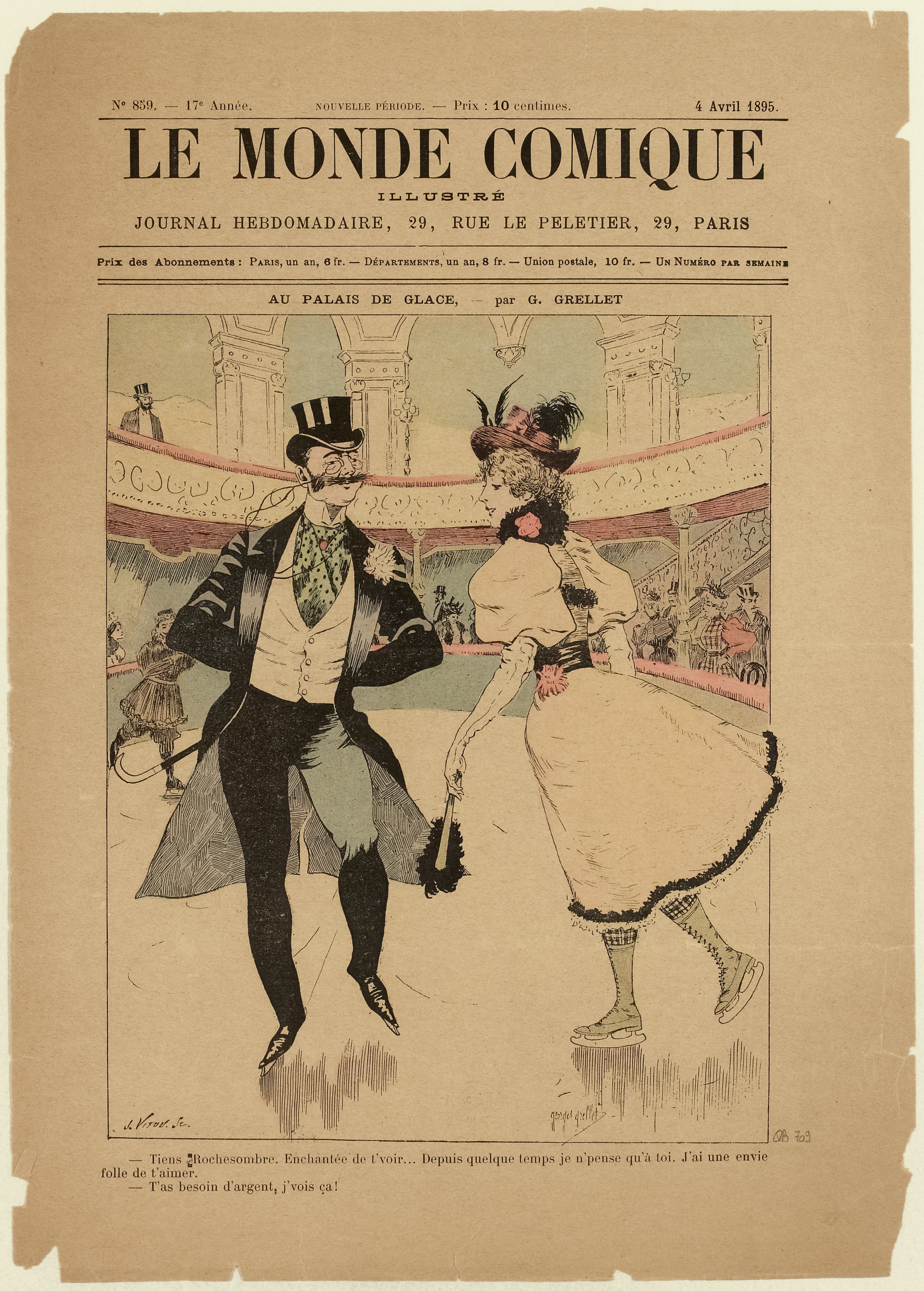
« Au palais des glaces », illustration pour Le Monde comique, 4 avril 1895.

## Exposition
- Novembre 2019 : Georges Grellet, commissariat de Bertrand Ménard, galerie Hémisphère, Saumur[4].